# Catedral de San José (Wuhu)
La Catedral de San José (en chino: 芜湖圣若瑟主教座堂) es uno de los mayores edificios religiosos católicos en la provincia de Anhui en China.
La catedral debe su construcción a los jesuitas franceses, entre ellos Joseph Seckinger, que se estableció en Wuhu en 1883.
En 1889, la iglesia fue terminada a pesar de la oposición de los nacionalistas chinos que se dedicaron a partir de mayo de 1888 a interrumpir su actividad y que organizaron manifestaciones hostiles. Además de la catedral, un hospital y una escuela fueron construidos. Estas instalaciones estaban destinados, en particular, para el cuidado de los huérfanos y los pacientes sin recursos.
En 1891, el Gelaohui, una organización secreta xenófoba, lideró la oposición contra la iglesia. Después de que sacerdote fuese acusado de secuestro de niños y dos monjas, una multitud prendió fuego a la catedral, al hospital y la escuela. La protesta inicial se volvió rápidamente una revuelta, en la que también se atacó el consulado británico en Wuhu. El gobierno Qing intervino para tomar el control de la ciudad y eliminar a sus líderes.
La catedral fue reconstruida en 1895 gracias a la compensación financiera de las autoridades chinas. En 1966, durante la Revolución Cultural, la catedral fue severamente dañada. Se restauró en el año 1983. 
Hay misas diarias (6:30 a. m. de lunes a viernes y a las 8:00 a. m. los domingos).